# James Wan
James Wan (Kuching, Malasia, 26 de febrero de 1977) es un director, productor y guionista australiano de origen malayo. Es ampliamente conocido por dirigir la película de terror Saw (2004). También ha dirigido Dead Silence y Death Sentence (ambas en 2007), Insidious (2010), The Conjuring e Insidious: Chapter 2 (ambas en 2013), Furious 7 (2015), Aquaman (2018), Maligno (2021) y Aquaman y el Reino Perdido (2023).
Wan comenzó su carrera con la franquicia Saw y debutó como director con su primera película en 2004. La franquicia tuvo éxito comercial y recaudó más de mil millones de dólares a nivel mundial. Tras un período de reveses, Wan encontró un nuevo éxito con la serie Insidious, de la que dirigió la primera película en 2010 y su secuela en 2013. El mismo año que la segunda Insidious, Wan dirigió la primera película de El Conjuro con éxito comercial y de crítica. Se desempeñó como director de la segunda entrega en 2016 y produjo películas posteriores de la franquicia.
Fuera del terror, Wan dirigió Furious 7 (2015), la séptima entrega de la franquicia Fast & Furious, y las películas de superhéroes del Universo Extendido de DC Aquaman (2018) y su secuela Aquaman and the Lost Kingdom (2023). Tanto Furious 7 como Aquaman recaudaron más de mil millones de dólares, lo que convierte a Wan en el octavo director con dos películas en alcanzar la cifra. Es el decimosexto director más taquillero de todos los tiempos en 2021, y sus películas han recaudado más de US$3,7 billion en todo el mundo.

## Temprana edad y educación
James Wan nació el 26 de febrero de 1977 en Kuching, en el estado de Sarawak, ubicado en la región oriental de Malasia, de padres chino-malayos. Wan y su familia se mudaron a Perth, Australia Occidental, cuando él tenía siete años. Asistió a Lake Tuggeranong College en Canberra antes de regresar a Perth como adulto. Wan se mudó de Perth a Melbourne, donde asistió a la Universidad RMIT. Se graduó de RMIT con una Licenciatura en Medios de Comunicación en 1999.

## Carrera

### 2004-2006: debut
Antes de 2003, Wan y su amigo, el también cineasta Leigh Whannell, habían comenzado a escribir un guion para una película de terror, citando sus sueños y miedos como inspiración para su trama. Al completar el guion, Wan y Whannell querían seleccionar un extracto de su guion, que más tarde se conocería como Saw, y filmarlo para presentar su película a los estudios. Con la ayuda de Charlie Clouser, que había compuesto la música de la película, y algunos actores suplentes, Wan y Whannell rodaron la película con un presupuesto relativamente bajo. Whannell también decidió protagonizar la película como Adam Stanheight, uno de los principales protagonistas de la película.
Después del estreno del largometraje Saw, la película obtuvo un éxito abrumador en la taquilla tanto a nivel nacional como internacional. La película terminó recaudando 55 millones de dólares en Estados Unidos y 48 millones de dólares en otros países, por un total de más de 103 millones de dólares en todo el mundo. Esto fue más de 100 millones de dólares más que el presupuesto de producción. Esto llevó al estudio a dar luz verde a la secuela Saw II y posteriormente al resto de la franquicia Saw. Desde sus inicios, las películas de Saw se han convertido en la franquicia de terror más taquillera de todos los tiempos en todo el mundo en dólares no ajustados. Sólo en Estados Unidos, Saw es la segunda franquicia de terror más taquillera, sólo por detrás de las películas de Viernes 13 por un margen de 10 millones de dólares. Wan dirigió Saw (2004) y coescribió Saw III (2006). Mientras tanto, él y Whannell se han desempeñado predominantemente como productores ejecutivos de las secuelas Saw II, Saw III, Saw IV,Saw V, Saw VI, Saw 3D, Jigsaw, Spiral y Saw X.

### 2007-2009: reveses profesionales

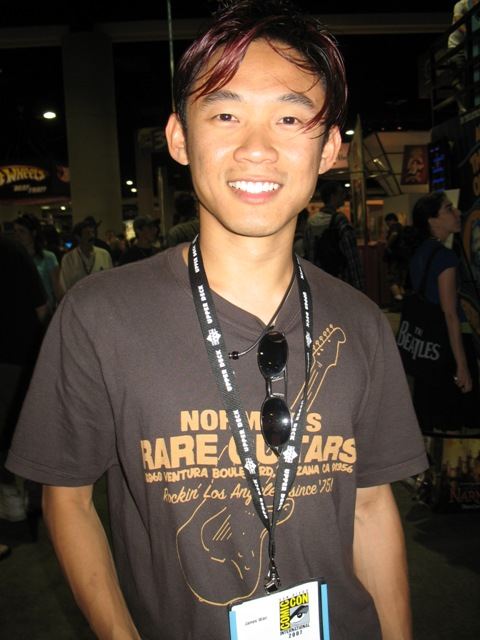
Wan en la Comic-Con de San Diego 2007

En 2007, Wan dirigió dos películas destacadas. La primera fue la película de terror Dead Silence, que fue resultado de los consejos de Wan y el agente de Whannell en ese momento; Desde entonces, Wan y Whannell han declarado que la película fue una experiencia negativa para ellos. Dead Silence contó con el actor australiano Ryan Kwanten y se basa en la premisa de una leyenda, según la cual el fantasma de una ventrílocuo, Mary Shaw, le corta la lengua a cualquier persona que grite en su presencia. En lugar de una película gore, Wan describió la película como "una película de muñecas espeluznante. Está en el espíritu de esos viejos episodios de Twilight Zone o Hammer Horror Films. Muy de la vieja escuela". La película recaudó más de 22 millones de dólares frente a un presupuesto de producción de 20 millones de dólares. Recibió críticas negativas de los críticos.
La segunda película como director de Wan en 2007 fue la película dramática de acción de justicieros Death Sentence, una película adaptada de la novela de 1975 del mismo nombre de Brian Garfield que fue escrita como secuela de Death Wish. El protagonista de la película (Kevin Bacon) era un padre que buscaba venganza por su hijo asesinado, quien fue asesinado por una pandilla local. Whannell interpretó a un personaje secundario como uno de los miembros de la pandilla. Wan describió la película como "un thriller de venganza crudo y crudo, al estilo de los años 70... Es mi película de autor con armas". Las películas recaudaron 17 millones de dólares frente a un presupuesto de producción de 20 millones de dólares. Al igual que la película anterior de Wan, recibió críticas negativas. El autor Garfield afirmó más tarde: "Creo que, excepto por su ridícula violencia hacia el final, la película Sentencia de muerte describe el declive de su personaje y la estupidez del vigilantismo vengativo", y agregó: "Como historia, dejó claro el punto que quería que hacer".
Después de haber trabajado continuamente en sus tres películas anteriores, Wan le dijo al sitio web de estilo de vida masculino que estaba listo para "un poco de tiempo libre sólo para relajarse... pero al mismo tiempo estoy aprovechando esta oportunidad para escribir de nuevo". En 2008, Wan dirigió un tráiler del videojuego de terror y supervivencia Dead Space. Durante este tiempo, Wan y Tobe Hooper estaban en conversaciones para revivir la serie Texas Chainsaw Massacre con una trilogía de películas, y ambos planeaban dirigir, aunque el estudio hizo Texas Chainsaw 3D de 2013.

### 2010-2013: resurgimiento profesional
Wan volvió al género de terror con la película Insidious, que se estrenó en el Festival Internacional de Cine de Toronto de 2010 como parte del programa "Midnight Madness" y fue vendida a Sony Pictures Worldwide por una suma de siete cifras a las cuatro horas de concluir el estreno. La película comenzó su estreno en cines estadounidenses el primer fin de semana de abril de 2011 y logró el tercer lugar en taquilla, con una recaudación estimada de 13,5 dólares. millones en venta de entradas.Protagonizada por Patrick Wilson, Rose Byrne y Barbara Hershey, la película se hizo de forma independiente, ya que Wan buscaba un control creativo total y también quería hacer una película que fuera marcadamente diferente del gore del que se había convertido en sinónimo debido a Saw. Wan declaró en una entrevista: "El hecho de que Insidious no estuviera dirigido por un comité realmente me dio el lujo de hacer una película con muchos momentos extraños y espeluznantes que un estudio podría no "'captar'". Wan reveló más tarde. que quería "experimentar en otros géneros, o hacer películas en otros géneros porque me encanta, Leigh y yo, no somos sólo fanáticos del terror". Somos fanáticos del cine. Me encantan las películas de acción. Quiero hacer películas de acción. Quiero hacer comedias románticas. Amo todas estas cosas. Entonces, si encuentro el buen material, lo haré.
La siguiente película de Wan, The Conjuring (2013), se centró en las hazañas de la vida real de los maridos Ed y Lorraine Warren, un matrimonio que investigaba sucesos paranormales. La película se centró en el caso más famoso de la pareja, después del embrujo de Amityville, en el que investigaron la maldición de una bruja en una granja familiar de Rhode Island. En su segunda colaboración con la pareja, Patrick Wilson protagonizó la película, con él y Vera Farmiga interpretando a marido y mujer respectivamente. El rodaje comenzó en Carolina del Norte, Estados Unidos, a finales de febrero de 2012 y New Line Cinema, junto con Warner Bros. Pictures, habían programado inicialmente el estreno de la película el 25 de enero de 2013. En octubre de 2012 se realizó una proyección de prueba de la película en el evento Comic Con de Nueva York, donde se proyectó en el Teatro IGN, y los comentarios de la audiencia fueron abrumadoramente positivos. En ese momento, Wan tenía varias semanas más antes de que se completara la película. La película se estrenó en julio de 2013 y fue un éxito comercial y de crítica, recaudando 319,5 millones de dólares.
Una vez completado el trabajo en The Conjuring, Wan dirigió una secuela de Insidious de 2010. La película fue escrita una vez más por el viejo colaborador y amigo cercano de Wan, Whannell, y el elenco de la película original regresó. El rodaje de la secuela comenzó en enero de 2013 y la película se estrenó el 13 de septiembre de 2013. Un medio de comunicación describió el presupuesto de la película como "escaso". Oren Peli, el creador de la franquicia Actividad Paranormal, regresó como productor ejecutivo. Film District distribuyó Insidious: Capítulo 2. Recibió críticas mixtas pero recaudó más de 161 millones de dólares en todo el mundo con un presupuesto de 5 millones de dólares. Wan admitió más tarde que no estuvo tan involucrado en la secuela y agregó que "sería bueno guiarla y mantenerla más en línea con la versión que tenía cuando hice la primera película para que no se desvíe demasiado", ya que inicialmente nunca tuvo la intención de hacer una secuela.

### 2014-presente: expansión profesional, películas Atomic Monster y Blockbuster

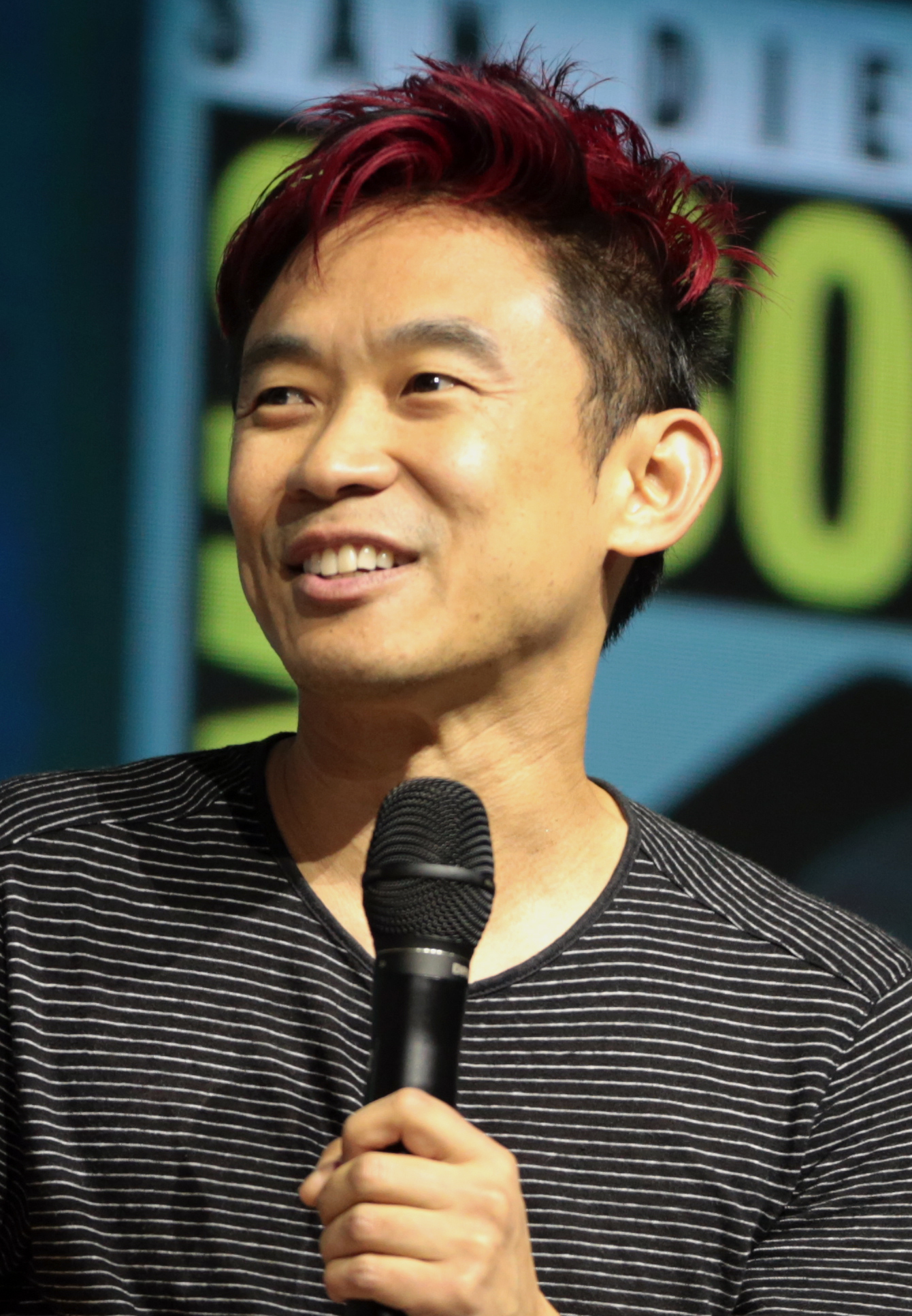
Wan en la Comic-Con de San Diego 2018

A principios de 2013, Wan entabló negociaciones con Universal Pictures para dirigir la séptima entrega de la franquicia de acción Fast & Furious después de que Justin Lin, quien dirigió las cuatro secuelas anteriores, confirmara que no continuaría como director en enero de 2013. Wan formó parte de una lista corta de directores junto a Jeff Wadlow, Baltasar Kormákur y Harald Zwart. En abril de 2013 se reveló una confirmación final de que Wan dirigiría, con la aprobación de Lin. La película, Furious 7, se estrenó en abril de 2015. Se convirtió en la película de mayor éxito comercial de la franquicia, recaudando más de 1.516 millones de dólares a nivel mundial y recibió críticas positivas.
Más tarde, Wan completó un acuerdo para dirigir The Conjuring 2 como parte de un importante acuerdo a largo plazo con New Line Cinema. El director de New Line, Toby Emmerich, explicó que Wan es el único director con el que el estudio firmó un acuerdo, ya que New Line considera a Wan como "una clase de uno". La película se estrenó el 10 de junio de 2016 con gran éxito comercial y elogios de la crítica. Ese mismo mes, Wan lanzó su propia productora, Atomic Monster, en New Line Cinema. Con la empresa, desarrolla y produce películas de bajo presupuesto en los géneros de ciencia ficción, terror y comedia. Las películas producidas por el sello incluyeron The Conjuring 2 y Lights Out.
Más tarde, Wan produjo Demonic, una película de terror de Dimension Films cuyo estreno estaba previsto para diciembre de 2014, junto a Lee Clay. Wan concibió la idea de la película, que fue dirigida por Will Canon y presenta a Maria Bello en el papel principal. Max La Bella escribió el guion. La película finalmente se estrenó en VOD en agosto de 2017.
Luego produjo Annabelle, un spin-off de El conjuro que sirvió como precuela de la película de 2013. El spin-off fue rentable, se realizó con un presupuesto de 6,5 millones de dólares y recaudó más de 256 millones de dólares Como parte de la franquicia, también produjo la película precuela Annabelle: Creation ( 2017), otra película de terror derivada de El conjuro, The Monja (2018) y Annabelle vuelve a casa (2019). Wan coescribió The Nun y Annabelle Comes Home con Gary Dauberman.
En 2018, Wan dirigió la película de superhéroes de DC Extended Universe, Aquaman.La película recaudó más de 1.148 millones de dólares en todo el mundo, convirtiéndose en la película del DCEU más taquillera, así como en la película más taquillera basada en un personaje de DC Comics, a nivel internacional, superando a The Dark Knight Rises. En 2019, Wan desarrolló una serie de televisión basada en el personaje Swamp Thing, para el servicio de streaming DC Universe.
El 7 de agosto de 2015, Wan firmó para producir el reinicio de Mortal Kombat 2021 de New Line Cinema. Cuatro años más tarde, el presupuesto del Gobierno de Australia del Sur incluyó un gran impulso a la South Australian Film Corporation, y el reinicio de Mortal Kombat, como la producción cinematográfica más grande en la historia del estado, se convirtió en un receptor clave. En febrero de 2018, se confirmó que Wan sería productor ejecutivo de la adaptación animada de la serie de cómics Usagi Yojimbo de Stan Sakai. La serie animada CGI se estrenó en Netflix en 2022 y se tituló Samurai Rabbit: The Usagi Chronicles. En 2021, Wan dirigió la película de terror Malignant, protagonizada por Annabelle Wallis y coprodujo la adaptación cinematográfica de la novela slasher There's Everyone Inside Your House de Stephanie Perkins, bajo su sello Atomic Monster, junto con 21 Laps Entertainment de Shawn Levy para Netflix. También en 2021, Wan fue productor ejecutivo de la adaptación televisiva de Sé lo que hicisteis el verano pasado para Amazon Prime.
El 16 de noviembre de 2022, se anunció que la productora de Wan, Atomic Monster, estaba en conversaciones para fusionarse con Blumhouse Productions de Jason Blum y que la compañía tenía un acuerdo de primera vista compartido con Universal Pictures. Ambas empresas continuarían operando como sellos separados, y cada uno mantendría su propia autonomía creativa e identidad de marca.

### Proyectos futuros
En 2018, The Hollywood Reporter informó que Wan y los productores Roy Lee y Larry Sanitsky estaban desarrollando una adaptación cinematográfica de la novela de Stephen King The Tommyknockers y comprando el paquete a los estudios. Deadline informó más tarde que Universal había ganado la guerra de ofertas y había adquirido el paquete del largometraje. Wan producirá la adaptación cinematográfica bajo su sello Atomic Monster, con miras a dirigir.
En marzo de 2020, se anunció que Wan trabajaría con Universal Pictures para producir una nueva versión moderna de Frankenstein.
Wan también participa en una serie de televisión basada en la serie de cómics de terror italiana Dylan Dog, que se anunció en octubre de 2019. En diciembre de 2022, afirmó que la serie aún estaba en desarrollo y que también estaba trabajando con la editorial para encontrar inversores.
Wan producirá la película de terror Border Patrol con Screen Gems, con Johannes Roberts dirigiendo la película.
En octubre de 2023, Disney Branded Television anunció un reinicio de acción en vivo de Gárgolas con Wan y Michael Clear, uniéndose a las filas de productores ejecutivos.

## Proyectos inéditos
En 2009, se anunció un proyecto de colaboración entre Whannel y Wan, llamado X Ray, que se describió como un nuevo "proyecto de cine negro/acción", con el productor Robbie Brenner también adjunto al proyecto; sin embargo, en diciembre de 2012, no se produjeron más novedades. informó. También se anunció que una adaptación de la novela gráfica Nightfall ' Scott O. Brown sería la próxima película de Wan después de Death Sentence. La trama gira en torno a los acontecimientos que tienen lugar después de que un criminal es enviado a una prisión de Texas dirigida por vampiros. Sin embargo, nada se materializó y Wan perdió los derechos de la película.
En 2012, se informó que Disney estaba desarrollando una nueva versión de The Rocketeer y Wan estaba en conversaciones para dirigir la película. Sin embargo, ninguna película llegó a concretarse. De manera similar, las negociaciones de Wan para dirigir una adaptación de la serie de televisión de la década de 1980 MacGyver nunca se materializaron y se retiró de la dirección debido a conflictos de programación. En cambio, en septiembre de 2016 se estrenó una serie de televisión reiniciada titulada MacGyver. Wan fue productor ejecutivo de la serie y dirigió el episodio piloto. Wan también estuvo en un momento asignado al papel de director de una película de acción en vivo de Robotech para Sony, pero fue reemplazado por Andy Muschietti en julio de 2017.
Se estaba desarrollando un spin-off "teñido de terror" de Aquaman llamado The Trench. Wan habría producido, mientras que Noah Gardner y Aidan Fitzgerald firmaron para escribir el guion. Fue cancelado en abril de 2021.

## Vida personal
El 22 de junio de 2019, Wan se comprometió con la actriz rumana Ingrid Bisu, haciendo el anuncio en su cuenta de Instagram. Se casaron el 4 de noviembre de 2019.

## Filmografía

### Películas
| Año  | Película                                 | Director | Productor | Escritor | Crítica | Notas                                                                |
| ---- | ---------------------------------------- | -------- | --------- | -------- | ------- | -------------------------------------------------------------------- |
| 2000 | Stygian                                  | Sí       |           | Sí       |         | Codirector y coguionista con Shannon Young                           |
| 2004 | Saw                                      | Sí       |           | Sí       | 51%     | Debut como director, historia coescrita con Leigh Whannell           |
| 2005 | Saw II                                   |          | Sí        |          | 37%     | Productor ejecutivo                                                  |
| 2006 | Saw III                                  |          | Sí        | Sí       | 29%     | Productor ejecutivo, historia coescrita con Leigh Whannell           |
| 2007 | Dead Silence                             | Sí       |           | Sí       | 21%     | Historia coescrita con Leigh Whannell                                |
| 2007 | Death Sentence                           | Sí       |           |          | 20%     |                                                                      |
| 2007 | Saw IV                                   |          | Sí        |          | 18%     | Productor ejecutivo                                                  |
| 2008 | Saw V                                    |          | Sí        |          | 13%     | Productor ejecutivo                                                  |
| 2009 | Saw VI                                   |          | Sí        |          | 39%     | Productor ejecutivo                                                  |
| 2010 | Saw 3D                                   |          | Sí        |          | 10%     | Productor Exclusivo                                                  |
| 2010 | Insidious                                | Sí       |           |          | 66%     | Coeditado con Kirk Morri                                             |
| 2013 | The Conjuring                            | Sí       |           |          | 86%     |                                                                      |
| 2013 | Insidious: Chapter 2                     | Sí       |           | Sí       | 39%     | Historia coescrita con Leigh Whannell                                |
| 2014 | Annabelle                                |          | Sí        |          | 29%     | Director Invitado (sin acreditar)                                    |
| 2015 | Demonic                                  |          | Sí        |          | 33%     |                                                                      |
| 2015 | Furious 7                                | Sí       |           |          | 81%     |                                                                      |
| 2015 | Insidious: Chapter 3                     |          | Sí        |          | 58%     | Actor (Cameo)                                                        |
| 2016 | The Conjuring 2                          | Sí       | Sí        | Sí       | 80%     | Historia coescrita con Chad & Carey Hayes                            |
| 2016 | Lights Out                               |          | Sí        |          | 76%     |                                                                      |
| 2017 | Annabelle: Creation                      |          | Sí        |          | 71%     |                                                                      |
| 2017 | Jigsaw                                   |          | Sí        |          | 31%     | Productor ejecutivo                                                  |
| 2018 | Insidious: The Last Key                  |          | Sí        |          | 33%     |                                                                      |
| 2018 | La monja                                 |          | Sí        | Sí       | 24%     | Historia coescrita con Gary Dauberman, Director de la Segunda Unidad |
| 2018 | Aquaman                                  | Sí       |           | Sí       | 65%     | Historia coescrita con Geoff Johns & Will Beall                      |
| 2019 | The Curse of La Llorona                  |          | Sí        |          | 29%     |                                                                      |
| 2019 | Annabelle Comes Home                     |          | Sí        | Sí       | 64%     | Historia coescrita con Gary Dauberman                                |
| 2021 | Mortal Kombat                            |          | Sí        |          | 55%     |                                                                      |
| 2021 | Spiral: From The Book of Saw             |          | Sí        |          | 37%     | Productor ejecutivo                                                  |
| 2021 | The Conjuring 3: The Devil Made Me Do It |          | Sí        | Sí       | 56%     | Historia coescrita con David Leslie Johnson-McGoldrick               |
| 2021 | Maligno                                  | Sí       | Sí        | Sí       | 77%     | Historia coescrita con Ingrid Bisu y Akela Cooper                    |
| 2021 | There's Someone Inside Your House        |          | Sí        |          | 46%     |                                                                      |
| 2022 | M3GAN                                    |          | Sí        | Sí       | 93%     | Historia coescrita con Akela Cooper                                  |
| 2023 | Insidious: The Red Door                  |          | Sí        |          | 39%     |                                                                      |
| 2023 | La monja II                              |          | Sí        |          | 52%     |                                                                      |
| 2023 | Saw X                                    |          | Sí        |          | 82%     | Productor ejecutivo                                                  |
| 2023 | Aquaman and the Lost Kingdom             | Sí       | Sí        | Sí       | 36%     | Historia coescrita con David Leslie Johnson-McGoldrick & Jason Momoa |
| 2024 | Night Swim                               |          | Sí        |          | 20%     |                                                                      |
| 2024 | Salem's Lot                              |          | Sí        |          | 49%     |                                                                      |
| 2025 | The Monkey                               |          | Sí        |          | 78%     |                                                                      |
| 2025 | M3GAN 2.0                                |          | Sí        |          | 57%     |                                                                      |
| 2025 | The Conjuring: Last Rites                |          | Sí        | Sí       | TBA     | Historia coescrita con David Leslie Johnson-McGoldrick               |
| 2025 | Saw XI                                   |          | Sí        |          | TBA     | Productor ejecutivo                                                  |
| 2025 | Mortal Kombat II                         |          | Sí        |          | TBA     |                                                                      |
| 2026 | SOULM8TE                                 |          | Sí        | Sí       | TBA     | Historia coescrita con Ingrid Bisu y Rafael Jordan                   |
| 2026 | The Mummy                                |          | Sí        |          | TBA     |                                                                      |
| 2026 | Incidents Around the House               |          | Sí        |          | TBA     |                                                                      |

### Cortometrajes
| Año  | Título        | Director | Productor | Guionista | Notas                                 |
| ---- | ------------- | -------- | --------- | --------- | ------------------------------------- |
| 2003 | Saw 0.5       | Sí       |           | Sí        | Historia coescrita con Leigh Whannell |
| 2008 | Doggie Heaven | Sí       |           | Sí        | Historia, coeditado con Joseph Hui    |

### Televisión
| Año         | Título                               | Director | Productor | Notas                                      |
| ----------- | ------------------------------------ | -------- | --------- | ------------------------------------------ |
| 2016 - 2021 | MacGyver                             | Sí       | Sí        | Productor ejecutivo Episodio: "The Rising" |
| 2019        | Swamp Thing                          |          | Sí        | Productor ejecutivo                        |
| 2021        | Aquaman: King of Atlantis            |          | Sí        |                                            |
| 2021        | I Know What You Did Last Summer      |          | Sí        |                                            |
| 2022        | Archivo 81                           |          | Sí        |                                            |
| 2022        | Samurai Rabbit: The Usagi Chronicles |          | Sí        | Productor ejecutivo                        |
| 2024        | Teacup                               |          | Sí        | Productor ejecutivo                        |
| TBA         | The Magic Order                      | Sí       | Sí        | Productor ejecutivo, Episodio Piloto       |
| TBA         | Gideon Falls                         |          | Sí        | Productor ejecutivo                        |
| TBA         | Dylan Dog                            |          | Sí        | Productor ejecutivo                        |
| TBA         | Nocterra                             |          | Sí        |                                            |
| TBA         | Night Vision                         |          | Sí        |                                            |

### Colaboradores recurrentes
| Actores                 | Saw (2004) | Dead Silence (2007) | Death Sentence (2007) | Insidious (2010) | The Conjuring (2013) | Insidious: Chapter 2 (2013) | Furious 7 (2015) | The Conjuring 2 (2016) | Aquaman (2018) | Maligno (2021) | Aquaman: and the Lost Kingdom (2023) |
| ----------------------- | ---------- | ------------------- | --------------------- | ---------------- | -------------------- | --------------------------- | ---------------- | ---------------------- | -------------- | -------------- | ------------------------------------ |
| Leigh Whannell          | ✘          | ✘ (solo Guionista)  | ✘                     | ✘                |                      | ✘                           |                  |                        | ✘              |                |                                      |
| Judith Roberts          |            | ✘                   | ✘                     |                  |                      |                             |                  |                        |                |                |                                      |
| Patrick Wilson          |            |                     |                       | ✘                | ✘                    | ✘                           |                  | ✘                      | ✘              |                | ✘                                    |
| Rose Byrne              |            |                     |                       | ✘                |                      | ✘                           |                  |                        |                |                |                                      |
| Joseph Bishara          |            |                     |                       | ✘                | ✘                    | ✘                           |                  | ✘                      |                | ✘              |                                      |
| Ty Simpkins             |            |                     |                       | ✘                |                      | ✘                           |                  |                        |                |                |                                      |
| Ingrid Bisu             |            |                     |                       |                  |                      |                             |                  |                        |                | ✘              | ✘                                    |
| Angus Sampson           |            |                     |                       | ✘                |                      | ✘                           |                  |                        |                |                |                                      |
| Lin Shaye               |            |                     |                       | ✘                |                      | ✘                           |                  |                        |                |                |                                      |
| Kirk M. Morri           |            |                     |                       | ✘                | ✘                    | ✘                           | ✘                | ✘                      | ✘              | ✘              | ✘                                    |
| Djimon Hounsou          |            |                     |                       |                  |                      |                             | ✘                |                        | ✘              |                |                                      |
| Steve Coulter           |            |                     |                       |                  | ✘                    | ✘                           | ✘                | ✘                      |                |                |                                      |
| Rupert Gregson-Williams |            |                     |                       |                  |                      |                             |                  |                        | ✘              |                | ✘                                    |
| Madison Wolfe           |            |                     |                       |                  |                      |                             |                  | ✘                      |                | ✘              |                                      |
| John R. Leonetti        |            | ✘                   | ✘                     | ✘                | ✘                    | ✘                           |                  |                        |                |                |                                      |

### Premios y nominaciones
| Año  | Premio                                          | Categoría                                                                                           | Película             | Resultado |
| ---- | ----------------------------------------------- | --------------------------------------------------------------------------------------------------- | -------------------- | --------- |
| 2004 | San Sebastián Horror and Fantasy Film Festival  | Audience Award- Best Feature                                                                        | Saw                  | Ganador   |
| 2005 | Gérardmer Film Festival                         | Special Jury Prize                                                                                  | Saw                  | Ganador   |
| 2005 | Gérardmer Film Festival                         | Youth Jury Grand Prize                                                                              | Saw                  | Ganador   |
| 2005 | Fantasporto                                     | International Fantasy Film Award- Best Film                                                         | Saw                  | Nominado  |
| 2005 | Brussels International Festival of Fantasy Film | Pegasus Audience Award                                                                              | Saw                  | Ganador   |
| 2009 | The Guardian's Best Films                       | Top 10 Key Films of the Noughties                                                                   | Saw                  | Ganador   |
| 2011 | SXSW Film Festival                              | Audience Award                                                                                      | Insidious            | Nominado  |
| 2011 | Rondo Hatton Classic Horror Awards              | Best Film                                                                                           | Insidious            | Nominado  |
| 2011 | Neuchâtel International Fantastic Film Festival | Narcisse Award                                                                                      | Insidious            | Nominado  |
| 2011 | Neuchâtel International Fantastic Film Festival | Titra Film Award                                                                                    | Insidious            | Ganador   |
| 2011 | Fright Meter Awards                             | Best Director                                                                                       | Insidious            | Nominado  |
| 2013 | Hollywood Film Awards                           | Hollywood Movie Award                                                                               | The Conjuring        | Nominado  |
| 2013 | Rondo Hatton Classic Horror Awards              | Best Film                                                                                           | The Conjuring        | Ganador   |
| 2013 | Fright Meter Awards                             | Best Director                                                                                       | The Conjuring        | Ganador   |
| 2013 | Rondo Hatton Classic Horror Awards              | Best Film                                                                                           | Insidious: Chapter 2 | Nominado  |
| 2013 | Fright Meter Awards                             | Best Director                                                                                       | Insidious: Chapter 2 | Nominado  |
| 2014 | Fangoria Chainsaw Awards                        | Best Wide-Release Film                                                                              | The Conjuring        | Ganador   |
| 2014 | Fangoria Chainsaw Awards                        | Fangoria Horror Hall of Fame                                                                        | -                    | Ganador   |
| 2014 | Fangoria Chainsaw Awards                        | Best Wide-Release Film                                                                              | Insidious: Chapter 2 | Nominado  |
| 2015 | Hollywood Film Awards                           | Hollywood Blockbuster Award                                                                         | Furious 7            | Ganador   |
| 2015 | Hollywood Film Awards                           | Hollywood Movie Award                                                                               | Furious 7            | Ganador   |
| 2016 | Jupiter Awards                                  | Best International Film                                                                             | Furious 7            | Nominado  |
| 2016 | Fright Meter Awards                             | Best Director                                                                                       | The Conjuring 2      | Nominado  |
| 2016 | Australians in Film Awards                      | International Award                                                                                 | -                    | Ganador   |
| 2017 | iHorror Awards                                  | Best Horror Director                                                                                | The Conjuring 2      | Ganador   |
| 2019 | Saturn Award                                    | Mejor director                                                                                      | Aquaman              | Nominado  |
| 2019 | Dragon Awards                                   | Best Science Fiction or Fantasy Movie (compartido con David Leslie Johnson-McGoldrick & Will Beall) | Aquaman              | Nominado  |
| 2021 | Hollywood Critics Association                   | Best Horror Film (compartido con Michael Clear)                                                     | Maligno              | Nominado  |
| 2021 | Indiana Film Journalists Association, US        | Best Director                                                                                       | Maligno              | Nominado  |
| 2022 | BloodGuts UK Horror Awards                      | Best Original Film                                                                                  | Maligno              | Nominado  |